# 피냐 (리구리아주)

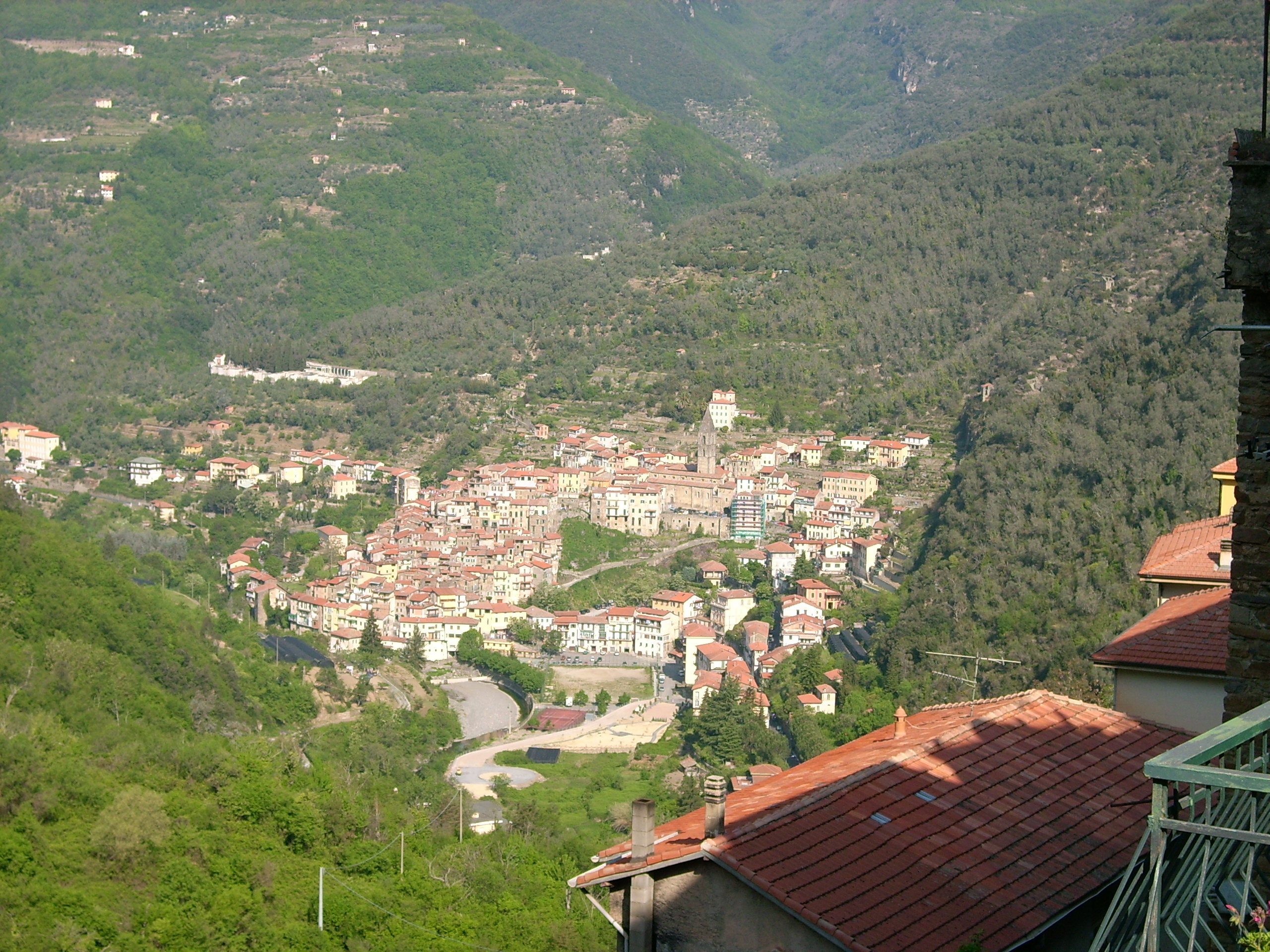
피냐의 위치

피냐(이탈리아어: Pigna)는 이탈리아 리구리아주 임페리아도의 코무네다. 2024년 기준으로 인구는 741명이다.